# Shafiqa Habibi
Shafiqa Habibi (en pastún: شفیقه حبیبي‎ provincia de Lawgar 1946) es una periodista, presentadora de televisión, activista y política de Afganistán. Es conocida por su apoyo a las mujeres periodistas y por su candidatura en 2004 para la Vicepresidencia de Afganistán como compañera de fórmula de Abdul Rashid Dostum.

## Biografía
Shafiqa Habibi es descendiente de la tribu Ahmedzai Pastún de clase alta. Aunque creció en Kabul, su familia es de la Logar. En 1966, Habibi obtuvo una licenciatura en periodismo de Universidad de Kabul.Está casada con Mahmoud Habibi, quien ocupó diversos cargos en el gobierno de Afganistán. Estos roles incluyeron ministro de información del rey Mohamed Zahir Shah y presidente del Senado afgano bajo el presidente Mohammad Najibullah. Cuando los Mujahideen tomaron el control de Kabul en 1992, ella y su esposo se mudaron brevemente a Mazar-e-Sharif, junto con cientos de miles de personas más. Cuando Estados Unidos comenzó Invasión de Afganistán de 2001, Habibi huyó a la ciudad de Peshawar, en Pakistán.

## Periodismo, activismo y política.
Poco después de obtener su título, Habibi comenzó a trabajar para Radio Afganistán. También leía poesía en televisión. Fue  presentadora de televisión y fundadora del Centro de Periodistas de Mujeres.
En octubre de 2016, Habibi era la jefa de la Unión de Periodistas Mujeres Afganas.
En 1994, Habibi fundó la Organización de Radiodifusión de Radio y Televisión Femenina, para apoyar a las mujeres periodistas. Cuando los talibanes llegaron al poder en 1996, se le impidió hacer transmisiones de noticias. Durante los cinco años del gobierno talibán, organizó "escuelas de artesanías", en las cuales las mujeres podían fabricar artesanía que luego podían vender. También fundó una organización clandestina de mujeres. Mientras los talibán mantenían el poder en Afganistán, Habibi administraba en secreto ocho escuelas primarias para niñas, que el gobierno mantuvo en secreto. Después de que los talibanes fueran derrocados en 2001, trabajó para la Comisión Independiente de Derechos Humanos de Afganistán.
En 2004, Habibi fue candidata a la Vicepresidencia de Afganistán, como compañero de fórmula de Abdul Rashid Dostum, un general en el ejército afgano. Fue una de las tres mujeres en  la Elecciones presidenciales de Afganistán de 2004. Habibi es la directora de la organización no gubernamental Asociación de Mujeres Noticias Afgananistán
La nueva asociación de mujeres de Afganistán (NAWA por sus siglas en inglés), que investiga casos de violencia sexual. Habibi afirma que el gobierno afgano es indiferente a la violencia sexual contra las mujeres y es el culpable del aumento de las tasas de violencia.

## Premios y reconocimientos
Habibi es conocida como un defensora de los derechos humanos y como una intelectual pública. En 2002, ganó el premio Ida B. Wells Bravery in Journalism Award. También en 2002, la organización sin fines de lucro Women's eNews nombró a Habibi como una de las "21 líderes para el siglo XXI" de 2002, por su trabajo como periodista que cubre los derechos de las mujeres, y también por organizar a otras mujeres periodistas. En 2005, estaba entre las mil mujeres nominadas para el Premio Nobel de la Paz.